# Brachinus fulminatus
Brachinus fulminatus är en skalbaggsart som beskrevs av Terry Erwin. Brachinus fulminatus ingår i släktet Brachinus och familjen jordlöpare. Inga underarter finns listade i Catalogue of Life.